# ویشتاسپ جلالی
ویشتاسپ جلالی از حاکمان محلی طبرستان در شهر ساری بود. او پس از مرگ آخرین اسپهبد باوندیان، حسن دوم، شهر ساری که امارت او بود را مستقلاً اداره کرده و داعیه مازندران داشت. او از خاندان جلالیان، بود که یک خانواده بومی مازندران و صاحب نفوذ در دستگاه باوندیان بودند.

## زندگی‌نامه
در سال ۱۳۴۹ حسن دوم دستور اعدام یکی از قدرتمندترین مقاماتش، جلال بن احمد اجل که از خانواده جلالی بود، را صادر کرد و در نتیجه ویشتاسب از دستگاه باوندی گریزان شد. اجرای این حکم منجر به شورش اشراف مازندران شد. حسن سپس تلاش کرد اشراف را راضی نگهدارد؛ ولی دو تن از فرزندان کیا افراسیاب چلاوی، که رقیب جلالیان بودند، حسن دوم را به قتل رساندند. افراسیاب پس از آن کنترل پایتخت را به دست گرفت و سلسله چلاویان را پایه‌گذاری کرد. او سپس به صلح با جلالیان که حال حکومت ساری را مستقلاً به دست گرفته بودند، تن داد. با این حال او از سوی مردم به عنوان غاصب شناخته می‌شد و نهایتاً در ۱۳۵۹ توسط مرعشیان به رهبری میربزرگ کشته شد.
میربزرگ پس از رسیدن به قدرت علیه خانواده جلالی هم شورید و نبردی در مدت کوتاهی پس از حکومت میربزرگ میان سارویان و آملی‌ها رخ داد که میربزرگ در آن معرکه بر فخرالدین و ویشتاسپ جلالی پیروز شد. با کمک طرفداران سابق کیا افراسیاب ویشتاسپ یکی از پسران میربزرگ را کشت. در طول همان دوره فخر الدین جلالی و چهار پسرش در یک نبرد با میربزرگ کشته شدند و مرعشیه وارد ساری شدند. ویشتاسپ سپس از ساری فرار کرد و با خانواده اش در یک قلعه پناه گرفت. اما میربزرگ سریعاً به محاصره قلعه پرداخت و موفق به تصرف آن شد. او سپس ویشتاسپ را به همراه هفت پسرش اعدام کرد. یکی از پسران میربزرگ، به نام کمال‌الدین مرعشی، پس از آن با یکی از دختران ویشتاسپ ازدواج کرد.